# لهوتسه
لهوتسه (به انگلیسی: Lhotse) با ارتفاع ۸۵۱۶ متر چهارمین قله مرتفع جهان است که در مرز تبت (چین) و نپال قرار دارد. این قله از طریق گردنه جنوبی به اورست متصل است. جبهه پرشیب جنوبی این قله را تبدیل به یکی از سخت‌ترین قله‌های جهان برای صعود کرده‌است (این جبهه، تنها با ۲٫۲۵ کیلومتر فاصلهٔ افقی بالغ بر ۳٫۲ کیلومتر افزایش ارتفاع دارد). این قله ۸۵۱۶ متر ارتفاع دارد. همسایگی با بلندترین قله جهان، اورست، باعث شده که کوهنوردان پیشرو به آن اعتنای اندکی داشته باشند. دشوار و خطرناک بودن جبهه کانشونگ و گرده شمال شرقی نیز از دیگر عوامل تعویق اولین صعود به این کوه می‌باشد. یال شرقی که بسیار تیز و دندانه دار است پوشیده از برج‌های یخی و صخره‌های یخ زده‌است. این یال دارای سه قله بلند فرعی است. شرقی‌ترین این قله‌ها «لهوتسه شار» با ۸۳۹۸ متر ارتفاع در فاصله ۱ کیلومتری از قله اصلی قرار دارد. بین قله اصلی و لهوتسه شار همچنین دو قله مرکزی قرار دارد، که یکی ۲۵ متر از لهوتسه شار کوتاهتر و دیگری به همین میزان بلندتر است.
این قله برای نخستین بار توسط گروه سوئیسی فریتس لوشاینگر و ارنست ریس در سال ۱۹۵۶ فتح شد. تیم ملی کوهنوردی ایران در بهار ۱۳۸۱ موفق شد ۱۲ کوهنورد را به قله لوتسه برساند.

## صعودکنندگان

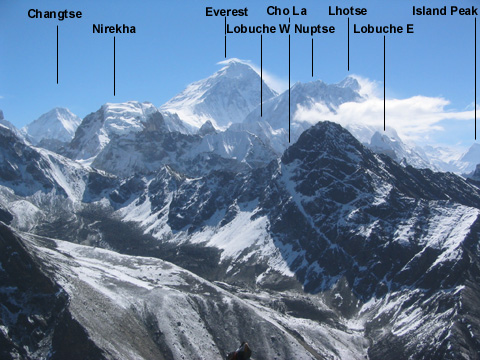
ارتفاعات لهوتسه

- پروانه کاظمی نخستین زن ایرانی صعودکننده به لوتسه و نخستین زن در جهان است که در طول یک فصل، صعودی موفقیت‌آمیز به دو قله اورست و لوتسه داشته‌است.[۱] وی با صعود به این دو قله در مدت یک هفته توانسته رکورد جهانی را کسب کند.
- حسین بهمنیار ،هیمالیانورد ایرانی ، موفق شد در ساعت ١۵:۴۵ روز ٢٩ اردیبهشت‌ماه ١٣٩٠ بر فراز قله لهوتسه بایستد.
- پس از آن سعید میرزایی و عظیم قیچی ساز دو هیمالیا نورد دیگر ایرانی در تاریخ ۲۹ اردیبهشت ۱۳۹۶ موفق به صعود این قله شدند.
- عظیم قیچی‌ساز هیمالیانورد پرافتخار ایرانی بامداد ۲۹ اردیبهشت ۱۳۹۶[۲] جمعه به سمت قله لوتسه حمله کرد و توانست بدون کپسول اکسیژن چهارمین قله بلند دنیا (ارتفاع ۸۵۱۶ متر) را در ساعت ۱۲:۲۲ فتح کند.
- افسانه حسامی فرد در پنج شنبه ۲۸ اردیبهشت ۱۴۰۲ موفق به صعود این قله شد.